# Marilyn Chris
Marilyn Chris (Brooklyn - New York, 19 mei 1938), geboren als Marilyn Miller, is een Amerikaanse actrice.

## Biografie
Chris begon in 1963 met acteren in de film Love with the Proper Stranger. Hierna heeft zij nog meerdere rollen gespeeld in films en televisieseries zoals One Life to Live (1972-1994), All My Children (1972) en Law & Order (1994-1998).
Chris is in 1975 getrouwd en heeft hieruit een zoon en drie kleinkinderen.

## Filmografie

### Films
Uitgezonderd korte films.
- 2013 Altered Minds – als Elizabeth Robbins
- 2006 Waltzing Anna – als mrs. Chadwick
- 2005 The Great New Wonderful – als Phyllis
- 2000 The Bookie's Lament – als Carmel
- 1997 Joe Torre: Curveballs Along the Way – als Rae Torre
- 1997 The Deli – als Rosie
- 1996 Trees Lounge – als Josie Basilio
- 1989 Histoires d'Amérique: Food, Family and Philosophy – als ??
- 1984 A Doctor's Story – als Anne Wickes
- 1980 The Secret War of Jackie’s Girls – als Mabel
- 1980 Loving Couples – als Sally
- 1980 The Black Marble – als Mavis Skinner
- 1979 Some Kind of Miracle – als Harriet
- 1977 Looking Up – als Rose Lander
- 1975 Strike Force – als Faye Stone
- 1974 Rhinoceros – als mrs. Bingham
- 1970 The People Next Door – als serveerster in disco
- 1969 John and Mary – als vrouw van filmregisseur
- 1969 The Honeymoon Killers – als Myrtle Young
- 1963 Love with the Proper Stranger – als Gina

### Televisieseries
Uitgezonderd eenmalige gastrollen.
- 1974 – 1990 One Life to Live – als Wanda Webb Wolek - 47 afl.
- 1972 All My Children – als Edie Hoffman - ? afl.

- International Standard Name Identifier: 0000 0000 4409 8477
- Library of Congress Control Number: no2003097846
- SNAC: w6qh1pbn
- Virtual International Authority File: 51385000
- WorldCat: E39PBJr3xmpQHPrKcGfHQJVgrq